# King's Disease II
King's Disease II è il tredicesimo album in studio del  rapper statunitense Nas, pubblicato nell'agosto 2021.

## Tracce
1. The Pressure – 3:07
2. Death Row East – 3:20
3. 40 Side – 2:40
4. EPMD 2 (featuring Eminem & EPMD) – 3:34
5. Rare – 3:26
6. YKTV (featuring A Boogie wit da Hoodie & YG) – 3:23
7. Store Run – 3:19
8. Moments – 4:11
9. Nobody (featuring Ms. Lauryn Hill) – 4:42
10. No Phony Love (featuring Charlie Wilson) – 3:05
11. Brunch on Sundays (featuring Blxst) – 3:51
12. Count Me In – 3:17
13. Composure (featuring Hit-Boy) – 3:23
14. My Bible – 3:48
15. Nas is Good – 2:19